# Storie di amori e infedeltà
Storie di amori e infedeltà (Scenes from a Mall) è un film del 1991, diretto da Paul Mazursky, che nel film interpreta anche un ruolo, quello del collega e amante della protagonista.

## Trama
In prossimità del Natale, Nick Fifer e sua moglie Deborah hanno programmato di festeggiare i 17 anni di matrimonio con una cena in casa, invitando alcuni amici. I figli adolescenti della coppia sono partiti per una settimana bianca. Lui è un avvocato affermato, lei una psicologa di successo.
I Fifer si recano nel grande centro commerciale della città dove ritirano i rispettivi regali di anniversario: una tavola da surf per lui e una cornice d'argento con una foto che ritrae la famiglia al completo per lei. In una libreria del centro commerciale è in vendita il libro che Deborah ha scritto sul matrimonio e la vita di coppia; la tesi del libro è che l'istituzione matrimoniale è nata quando la vita media era intorno ai 30 anni, e che nel nostro tempo è necessario “riconfermare” il vincolo ogni 7 anni circa.
Improvvisamente Nick decide di pulirsi la coscienza e confessa a Deborah di avere appena interrotto una relazione extraconiugale con una donna più giovane di lei. Dapprima Deborah sembra prendere con filosofia la rivelazione, poi invece la donna ha una reazione violenta e abbandona Nick dicendo che il loro matrimonio è finito. Lui la insegue nel garage sotterraneo, ma il traffico intenso impedisce loro di uscire. Ritornano allora nel centro commerciale: Nick cerca di calmare la moglie e assicura che con l'altra donna è tutto finito. A questo punto è Deborah che in un impeto di sincerità rivela a sua volta di avere una relazione con un collega. Nick reagisce molto male e come se non bastasse l'amante di Deborah confessa tutto durante un'intervista in diretta tv, che i coniugi apprendono in tempo reale tramite un televisore esposto nel centro commerciale.
I due si riconciliano solo al termine della giornata nel centro commerciale, dopo numerose vicissitudini, con Deborah che con una telefonata lascia l'amante: la coppia conferma agli amici che la sera si vedranno per la festa di anniversario.